# Megaloastia
Megaloastia  (лат.) — род аранеоморфных пауков из подсемейства Amycinae в семействе пауков-скакунов (Salticidae)., включающий всего один вид Megaloastia mainae Zabka, 1995.

## Распространение
Вид является эндемиком Австралии. Распространён в Западной Австралии.

## Описание
Паук-скакун средних размеров с очень длинными, тонкими, гребенчатыми лапками.